# Lea Vivot
Lea Vivot (narozena jako Drahomíra Hekelová, * 25. února 1948 Temenice) je kanadská sochařka českého původu, žijící v kanadském Kleinburgu v Ontariu, střídavě též v USA a Mexiku. Typické jsou pro ni bronzové sochy v životní velikosti na náměty párů milenců, rodičů s dětmi a podobně, často kontroverzní a provokativní; součástí mnoha těchto skulptur jsou bronzové lavičky. Některé náměty se opakují v různých městech ve variantním provedení. Na přání klientů je možné postavy na lavičce libovolně zaměňovat. Kromě bronzových soch vytváří též skulptury ze dřeva, mramoru, betonu a terakoty, kresby a grafiky.
Její obchodní model je založen na zápujčce sochy na dobu neurčitou, po několika letech autorka oznámí, že další umístění sochy je zpoplatněno nebo je třeba dílo zakoupit. Často se proto stává, že jsou díla demontována a přesunuta na nové místo. Od objektů vytváří 7 odlitků, bezplatnou zápůjčkou zvyšuje autorka jejich atraktivitu.

## Život

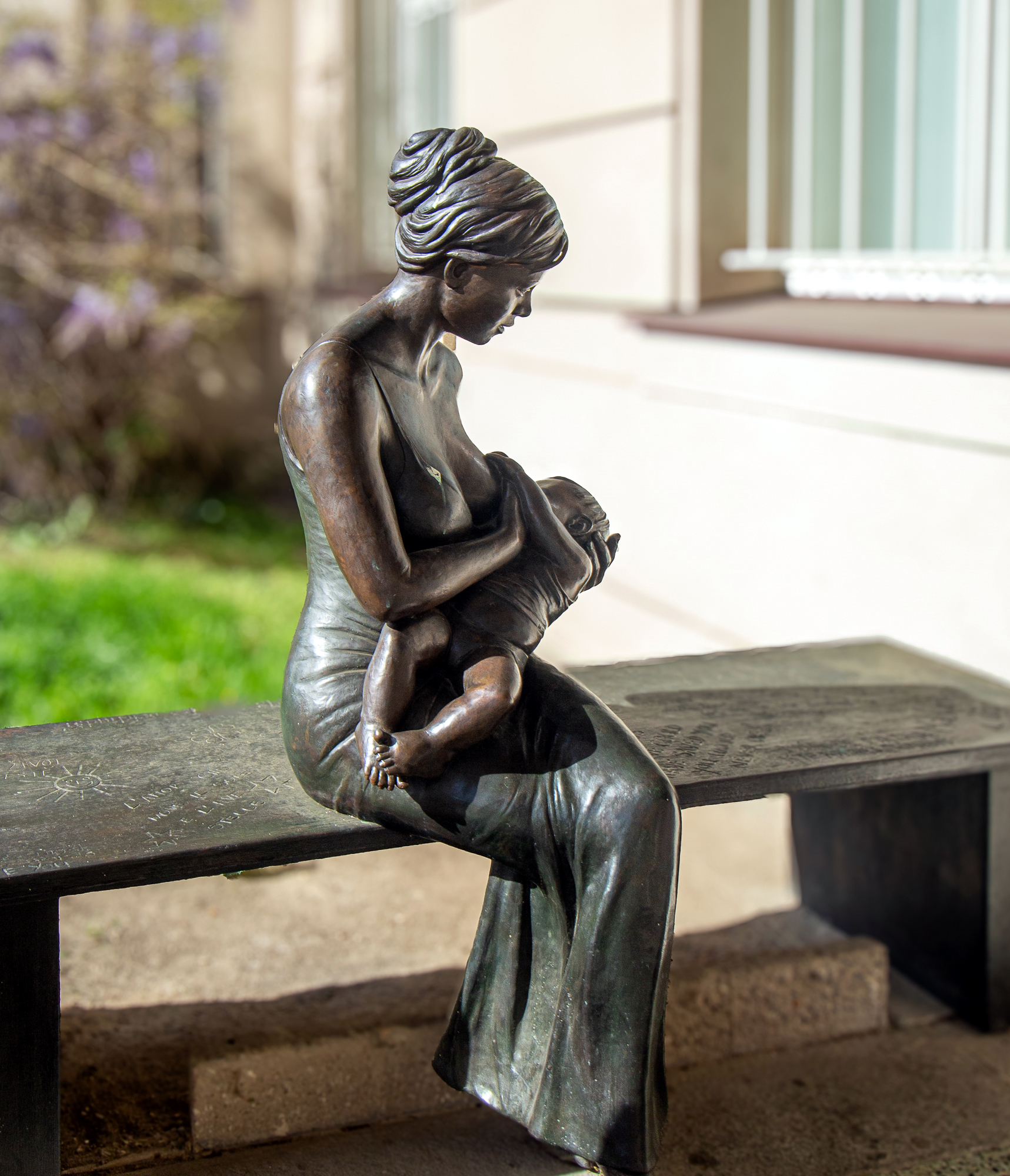
Socha Mateřství v areálu Ústavu pro péči o matku a dítě v Praze-Podolí

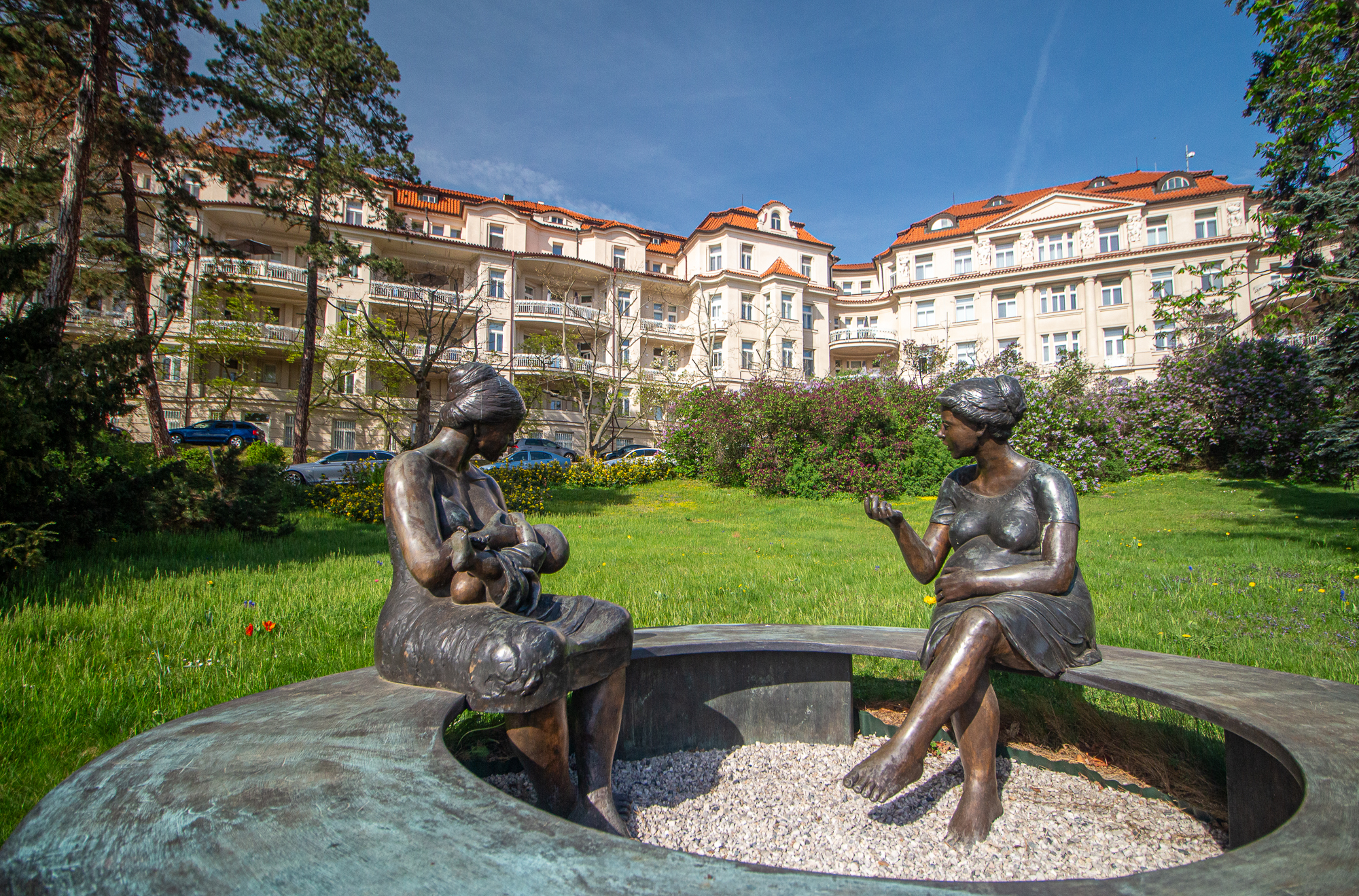
Lavička nekonečná v areálu Ústavu pro péči o matku a dítě v Praze-Podolí

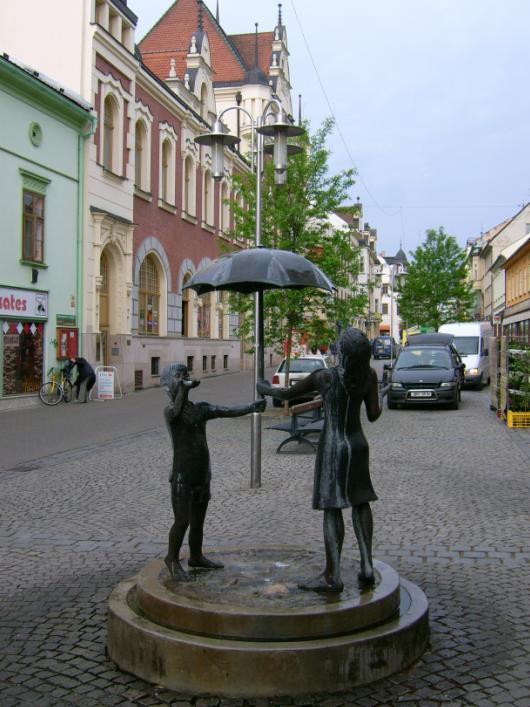
Radost z deště, Šumperk, Hlavní třída

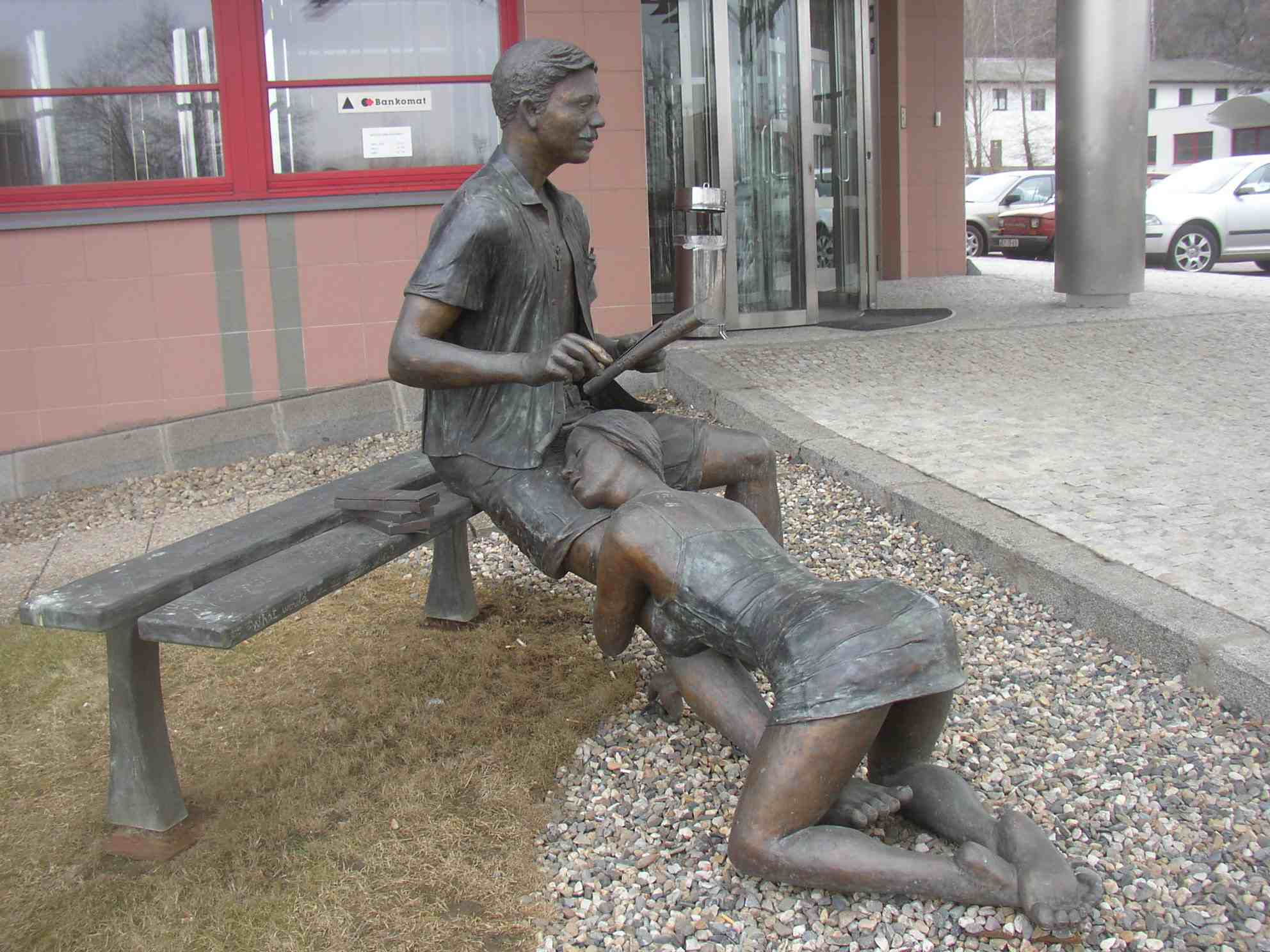
Lavička neřesti, budova Sazky, Praha, odstraněno

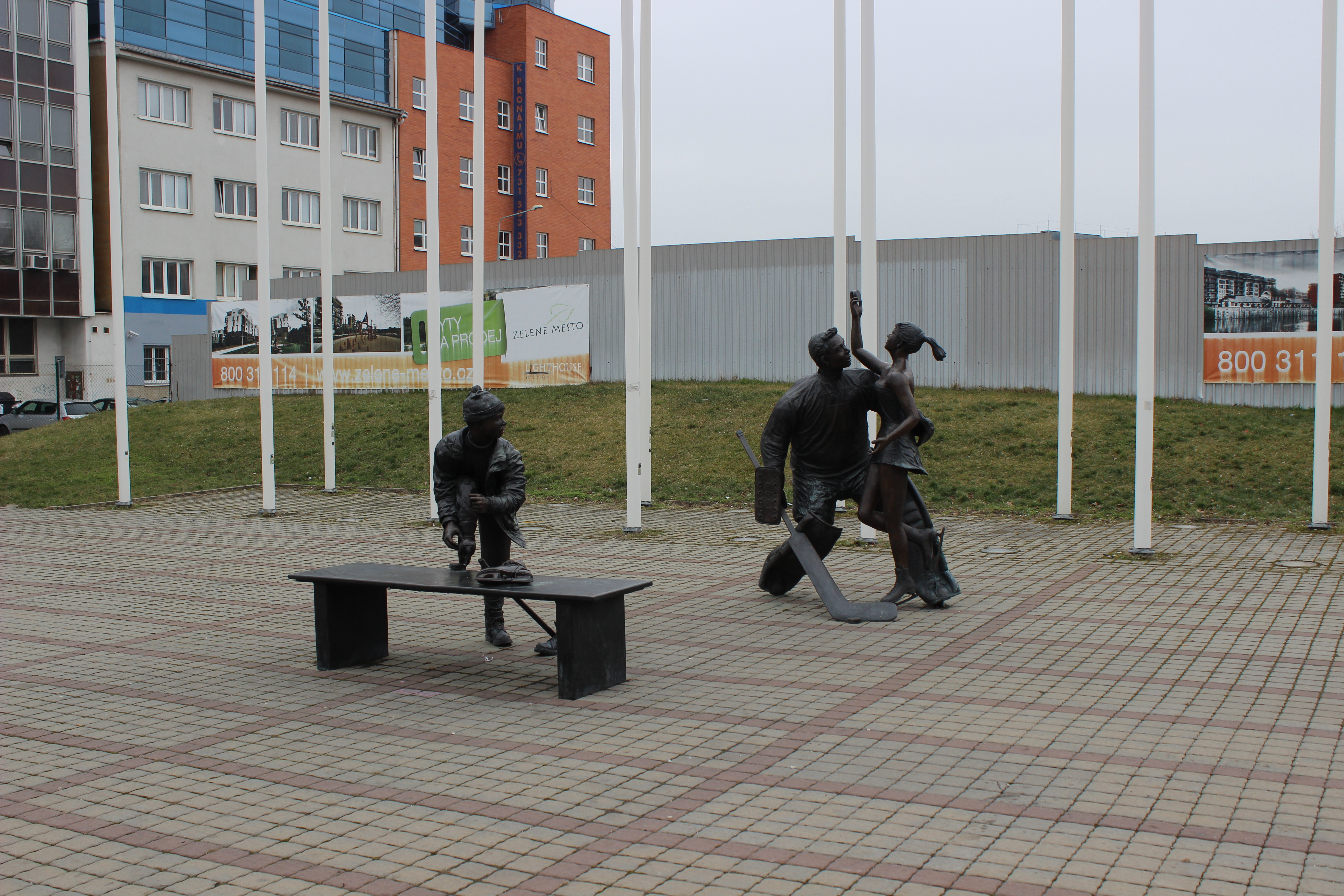
Ice Time (Skater a Beauty and the Beast), česky přezdíváno Život hrou či Sousoší bruslařů u O2 Arény

V dětství zažila problematické vztahy v rodině, drsnou výchovu u cizích lidí a pokus o sebevraždu. Prožila mnoho nocí v Praze na lavičkách v parcích. Poté, co se bez povolení úřadů provdala za argentinského studenta (či inženýra nukleární fyziky), který byl poté z Československa vyhoštěn, a jí nebylo povoleno vycestovat z Československa, v roce 1968 ilegálně emigrovala v zavazadlovém prostoru vozu Alfa Romeo italských turistů, které předtím provázela po Praze, do Itálie. Se svým manželem se však již nesetkala, dříve údajně zahynul při zemětřesení v Mexiku (roku 1968 ovšem nejsou v Mexiku uváděny žádné oběti zemětřesení). Odmítla azyl v Německu a rozhodla se pro odchod do Kanady, kde získala stipendium pro umělecká studia.
Vystudovala Střední uměleckoprůmyslovou školu v Praze, v Itálii absolvovala sochařské kursy modernisty Marina Mariniho na akademii výtvarných umění (Accademia di Brera) v Miláně. Dále studovala na univerzitě Ontario College of Art (OCA) v Kanadě a v New Yorku (Art Student's League). V cizině si zpočátku přivydělávala jako biletářka, novinářka, módní návrhářka, modelka či herečka, pomocnice v domácnostech i restauracích či šperkařka tvořící z vosku a strávila i mnoho nocí na lavičkách.
Jméno Lea užívá podle zemřelé přítelkyně z dětství, příjmení Vivot získala od svého prvního manžela, Argentince Alberta Antonia Vivota. Po jeho údajném tragickém úmrtí při zemětřesení v Mexiku si vzala kanadského veterináře. Měla tři syny, z nichž prostřední, Moris, zemřel ve věku 18 měsíců. Její kanadská usedlost i s ateliérem jednou vyhořela.
Podporuje tři dětské domovy v Mexiku, přispívala na české konto Bariéry a po moravských povodních roku 1997 vzala na prázdniny na svůj ranč v Torontu 7 dětí z postižených oblastí Šumperska.

## Díla
Bronzové sochy v životní velikosti vytváří od 70. let, vytvářela sedm odlitků, které nejprve různě zapůjčovala a poté požadovala finance. Roku 1978 vystavila v nákupním centru v Torontu své dílo Lavička lásky; někteří obyvatelé dílo prý bojkotovali a demonstrativně nakupovali jinde. Když autorka začala požadovat po majitelích nákupního centra peníze za vystavení sochy, centrum sochu odmítlo zaplatit. V roce 1986 jej koupil Murray Goldman za 150 000 amerických dolarů a umístil před svým domem v Torontu. V roce 2020 sochu někdo ukradl. Zbývající exempláře zatím zůstávají na svých místech.
Jako další veřejně umístěné dílo autorky je uváděna socha Tajemná lavička vědění, původně načerno instalována v Neapoli. Po stížnostech tamních obyvatel Neapolská městská rada požádala umělkyni, aby lavičku odstranila. Ta byla roku 2003 přesunuta do parku v Bonita Springs na Floridě, opět bez povolení. V lednu 2005 umělkyně rozhodla, že je načase, aby město Bonita Springs lavičku koupilo nebo vrátilo. Vivot tvrdila, že má na lavičku kupce v Anglii, který je ochoten jí koupit za 150 000 $. Po jednáních nejprve snížila požadovanou cenu na 95 000 $ a nakonec ji prodala městu Bonita Springs za 57 000 $. Na nákup lavičky uspořádali obyvatelé sbírku. Lavička je jednou z nejoblíbenějších veřejných uměleckých památek Bonita Springs.

Druhý odlitek sochy Tajemná lavička vědění se objevil v Ottawě, u vchodu do Wellington Street Library and Archives Canada v Ottawě. Lea Vivotová ji nainstalovala bez povolení před budovu kolem deváté hodiny v noci začátkem května 1989.
„Budově něco chybělo a já nemám pocit, že by umělci měli trávit čas byrokratickými procesy,“ prohlásila Vivot. „Za stejnou dobu, kterou by trvalo trvalo vyřídit povolení, mohu vytvořit další sochu a vylepšit další prostor."
Svá díla věnovala i řadě významných osobností, například Ronaldu Reaganovi, Pierru Trudeauovi, Hillary Clintonové, Lucianu Pavarottimu, Alanovi Aldovi či Plácidu Domingovi.

### V České republice
- Matka s dítětem (Lavička vzkazů) - 1983, někdy v prvním desetiletí 21. století byla lavička se sochou instalovaná v Praze v ulici U Zvonařky před hotelem Le Palais Art Hotel Prague.[11] V roce 2016 ji však autorka přemístila do Šumperka na náměstí Míru.[12]
- Mateřství - kojící sedící žena na lavičce. Od roku 2018 v areálu Ústavu pro péči o matku a dítě v Praze-Podolí.
- Lavička nekonečná - 1984, bývala v Praze-Veleslavíně, na ulici Evropská, před klinikou Canadian Medical (kojící žena v hovoru s těhotnou ženou sedící na lavičce). Od roku 2021 jako druhá socha v areálu Ústavu pro péči o matku a dítě v Praze-Podolí.
- Tajemná lavička - 1989, Praha-Staré Město, Veleslavínova, před hotelem Four Seasons (chlapec a dívka sedící na lavičce, chlapec drží v pravé ruce červené jablko, levou objímá dívku kolem ramen)[11]
- Lavička neřesti (The Bench of Vice), v Praze-Vysočanech před budovou Sazky, K Žižkovu 851/4, slavnostně odhalena 14. září 2001[5] (muž sedící na lavičce s novinami v ruce, v jeho klíně spočívají ruce ženy klečící s odhaleným rozkrokem před ním na zemi – variace sochy umístěné v Torontu)[11]Toto dílo zakoupil bývalý šéf společnosti Hušák za necelé tři miliony korun. Odstraněno 2011. [13]
- Radost z deště, Four Season's Hotel-Praha, Šumperk-Hlavní třída (2002, dvě děti s deštníkem, variace tohoto námětu jsou i na dalších místech po světě)
- Ice Time, sousoší odhaleno v květnu 2006 v Praze před O2 arenou, části sousoší nesou názvy „Skater“ a „Beauty and the Beast“, česky je sousoší označováno názvem „Život hrou“ či „Sousoší bruslařů“ – a symbolicky má představovat klasickou rodinu, hokejový brankář, krasobruslařka a chlapec obouvající si brusle, na lavičce vyryty citáty hokejových osobností.[11]
- Otec, syn a pes - Praha-Staré Město, Pařížská, u hotelu Intercontinental (muž s chlapcem leží v síťové houpačce, chlapec drží v ruce míček, na nějž doráží psík)[11]
- Dívka s motýlem - Praha-Staré Město, Pařížská, u hotelu Intercontinental (dívka sedící na dřevěné lavičce, levou rukou objímá psa, pravou ruku má napřaženou vzhůru)[11] Jiný odlitek je v motýlí zahradě v kanadském Muskoka.
- Spejbl a Hurvínek - Plzeň, náměstí Republiky 2020.[14][15]

### V Kanadě
- Le banc des amoureux (Lavička lásky), 1976, nejprve v nákupním středisku v Torontu, nyní botanická zahrada Montréal.[16]
- Mère et son enfant (Matka s dítětem), 1983, Sherbrooke Ouest 1434, Montréal.
- Endless Bench (Lavička nekonečná), 1984, před dětskou nemocnicí Toronto.
- The Secret Bench of Knowledge (Tajná lavička vědění), 1989, před Kanadskou knihovnou v Ottawě, roku 1994 byla lavička znovuodhalena a přibylo na ní 100 vyrytých nápisů. Další odlitek Le banc du secret bez nápisů je v Montrealu v 2000 McGill College.
- Tommy Douglas, Weyburn, 2010, pomník bývalému premiérovi Saskatchewanu, zasloužil se především o zlepšení zdravotnického systému.

### Jinde
Kapské Město, New York

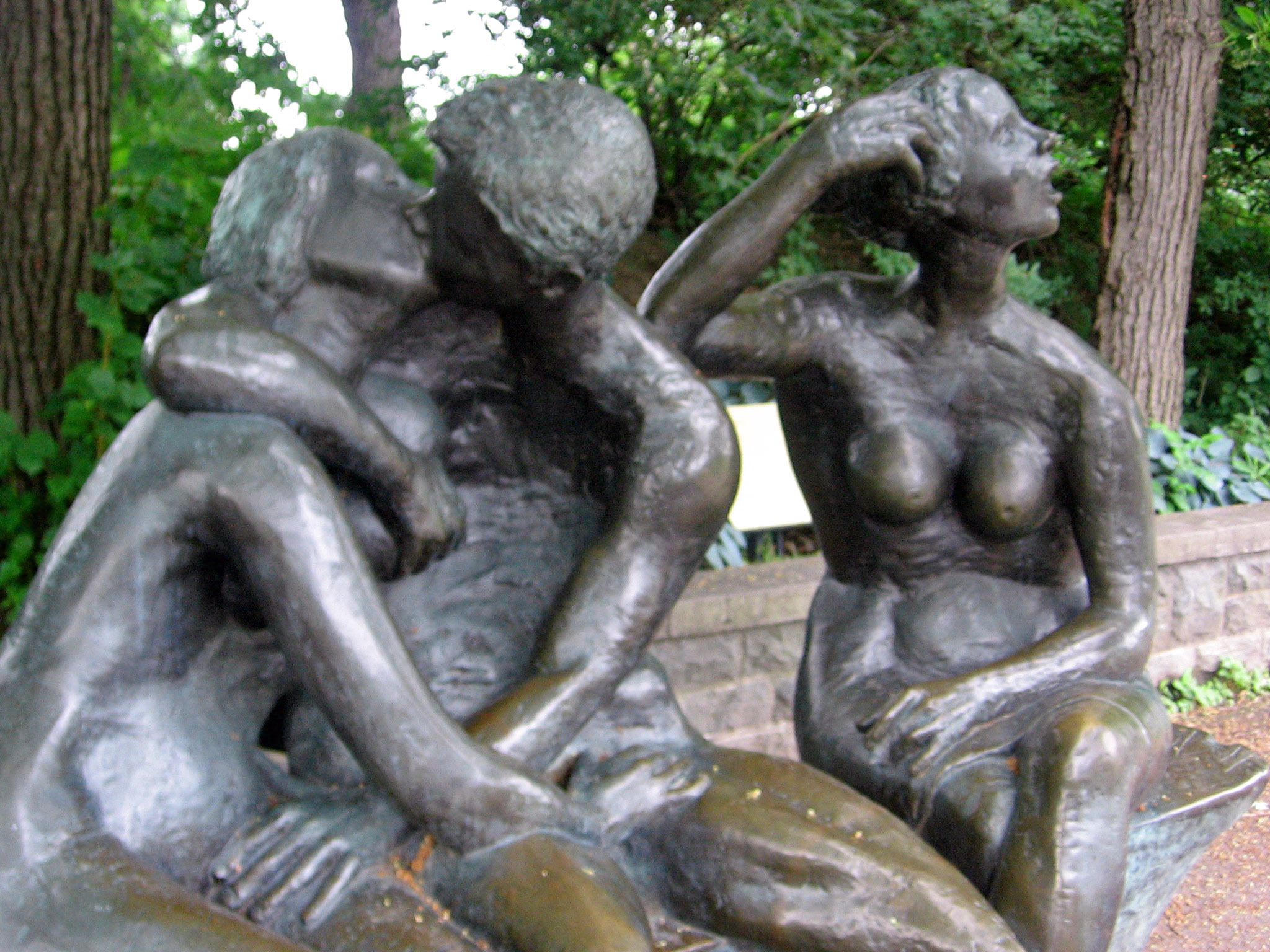
Lavička lásky, botanická zahrada Montréal, Kanada
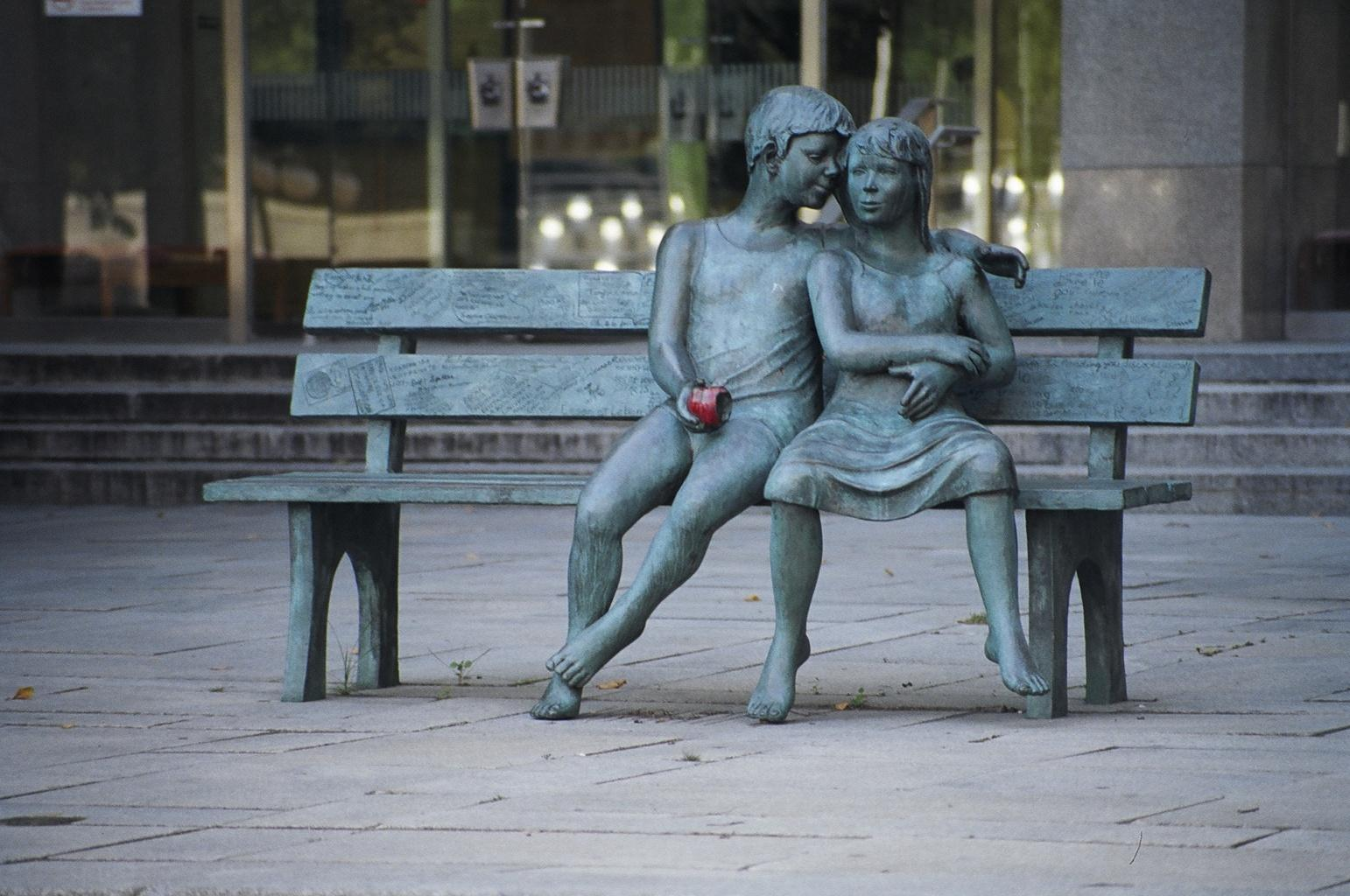
The Secret Bench of Knowledge (Tajná lavička vědění) (1989), Knihovna a archivy Kanada, Ottawa)
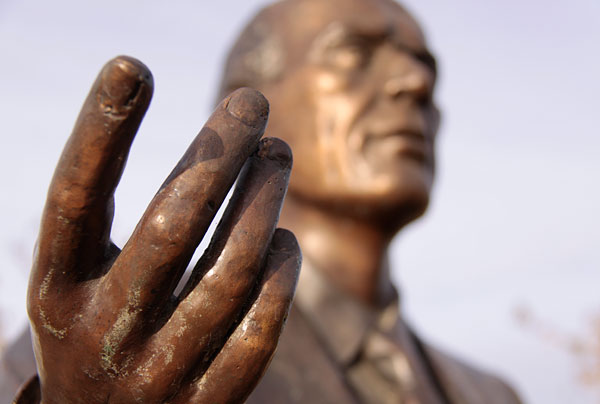
Tommy Douglas Statue, Weyburn

## Výstavy
- 2002: Praha, budova Sazky[8] na podzim 2001[17] (8 děl)
- 2009: Šumperk, vlastivědné muzeum[1][8] (40 děl)
- 2025: Lány, Muzeum T. G. Masaryka[18]

## Ocenění
V roce 2003 dostala cenu Významná česká žena ve světě. Její podobu sama navrhla.
V roce 2007 obdržela cenu Olomouckého kraje za přínos v kultuře.